# Admontia seria
Admontia seria là một loài ruồi trong họ Tachinidae.